# LHC@home
LHC@Home — проект добровольных вычислений на платформе BOINC, организованный сотрудниками CERN (фр. Conseil Européen pour la Recherche Nucléaire) для проведения расчётов, необходимых при постройке и эксплуатации Большого адронного коллайдера. В ходе этих расчётов, проводимых добровольцами на своих домашних компьютерах, осуществляется моделирование поведения пучка заряженных частиц при различных параметрах воздействия на них управляющих магнитов ускорителя с использованием программы SixTrack. По ходу расчётов рассматривалась возможность добавления в проект расчётных модулей Garfield и ATLAS для моделирования столкновений пучков протонов в детекторах, однако они так и не были реализованы (по крайней мере, на платформе BOINC). Также рассматривалась возможность использования проекта LHC@home для обработки полученных экспериментальных данных, однако основные сложности связаны с большим объёмом информации, необходимым для передачи на удалённые компьютеры (сотни гигабайт). Для этой задачи более удобной является грид-система LCG.
Проект работает под управлением менеджера распределённых вычислений (англ. BOINC Manager), производя расчёты в фоновом режиме и периодически требуя подключения к Интернету для получения новых заданий и отправки результатов расчётов.
Вычисления в рамках проекта стартовали на платформе BOINC в сентябре 2004 г.. Первоначально число участников проекта было ограничено и составляло 1 000 человек, затем это значение неоднократно увеличивалось и в результате было окончательно отменено. По состоянию на 5 июня 2010 г. в проекте приняли участие более 99 000 пользователей (254 000 компьютеров) из 182 стран. В период с февраля 2009 г. по сентябрь 2011 г. задания выдавались крайне редко, с 19 сентября 2011 г. выдача заданий возобновлена. В марте 2011 г. был запущен проект LHC@Home 2.0 (Test4Theory), целью которого является моделирование столкновений пучков протонов.

## SixTrack
Программа моделирует движение 60 частиц, движущихся по кольцу ускорителя в течение 1 000 000 циклов, что соответствует менее чем 10 секундам реального времени нахождения пучков в ускорителе. Путём многократного повторения запуска программы можно подобрать конфигурацию параметров магнитов, при которой пучок остаётся стабильным в ходе движения по кольцу ускорителя (имеет стабильную периодическую, а не хаотическую орбиту). Полученные в ходе моделирования данные используются для исключения ситуаций, при которых пучок частиц может стать нестабильным в ходе проведения реальных экспериментов (что в лучшем случае может привести к быстрому локальному повышению температуры, в результате которого магниты могут перейти из сверхпроводящего состояния в обычное, последующему сбросу пучка и остановке ускорителя на несколько часов, а в худшем — к выходу из строя некоторых детекторов). Во время моделирования также можно учесть эффекты электромагнитного взаимодействия сгустков в составе пучков при их движении (англ. Collective instabilities) и столкновении в детекторах (англ. Beam-beam effect), без чего невозможно повышение числа сгустков в пучке, числа заряженных частиц в сгустке и, соответственно, светимости коллайдера в целом.

### История разработки[7]
Программа SixTrack была разработана Франком Шмидтом[когда?] (англ. Frank Schmidt) на основе программы, ранее разработанной для моделирования пучков электрон-позитронного коллайдера DESY. В 2003 году Эриком Макинтошем (англ. Eric McIntosh) и Андреасом Вагнером (англ. Andreas Wagner) из IT департамента CERN’а было начато тестирование скринсейвера Compact Physics Screen Saver (CPSS), который запускал программу SixTrack в фоновом режиме на компьютерах сотрудников CERN с целью отладки. В январе 2004 года Беном Сигалом (англ. Ben Segal) и Франсуа Грейем (англ. François Grey) была высказана идея о популяризации идеи распределённых вычислений с целью ознакомления широкой общественности с вычислительными задачами, стоящими перед CERN. Чуть позднее в сотрудничестве с Дэйвом Андерсеном (англ. Dave Anderson), директором института SETI, силами студентов Кристиана Шеттрупа (англ. Christian Søttrup) и Якоба Педерсена (англ. Jakob Pedersen), работавшими в то время над написанием магистерских диссертаций, под руководством Бена Сигала была начата адаптация расчётного модуля для зарождающейся платформы BOINC (чуть позже к команде разработчиков присоединился студент Карл Чен (англ. Karl Chen)). Студентом Ясенко Живановым (англ. Jasenko Zivanov) была разработана графическая часть. Финские студенты Калле Хаппонен (англ. Kalle Happonen) и Марку Дегерхолм (англ. Markku Degerholm) выполнили настройку серверной части проекта, что позволило к сентябрю 2004 года произвести альфа- и бета-тестирование на 25 машинах сперва в рамках CERN, а затем с привлечением опытных BOINC-пользователей, что в итоге позволило увеличить число активных участников проекта до 6000.
В ноябре 2006 года управление проектом было передано за пределы CERN в Лондонский университет, а в августе 2011 года проект снова вернулся в CERN.

## LHC@Home 2.0 (Test4Theory)
В настоящее время также существует проект LHC@home 2.0, который открыт для всех желающих. Целью данного проекта является моделирование столкновений пучков протонов с целью последующего сопоставления полученных экспериментальных и модельных данных и выявления отклонений. В рамках проекта в том числе проводятся симуляции потенциальных проявлений «Новой физики» за пределами Стандартной модели.
Для работы проекта в дополнение к программе BOINC Manager требуется наличие виртуальной машины VirtualBox, в которой производится запуск операционной системы Scientific Linux и выполнение соответствующих расчётов.

## ATLAS@Home
Также в июне 2014 г был запущен проект ATLAS@Home, целью которого является моделирование столкновений частиц в рамках одноимённого детектора ATLAS в дополнение к гриду LCG.

## Факты
- В ходе разработки вычислительного кода, запускаемого на различных аппаратных платформах, программисты столкнулись с ситуацией различной погрешности вычисления функций экспоненты и логарифма, и, как следствие, ошибках при валидации заданий. Таким образом, вычислительный код проекта может являться своеобразным тестом на соответствие стандарту IEEE 754 для различных аппаратных платформ и компиляторов[5].